# Clarke Abel
Clarke Abel (5. září 1789 Bungay, Suffolk, Anglie – 24. listopadu 1826 Kánpur, Indie) byl britský lékař, přírodovědec a botanik.
Clarke Abel byl známý pro vydání knihy Narrative of a Journey into the interior of China, and of a voyage to and from this country (Londýn 1818), kterou napsal při své cestě s Williamem Pittem Amherstem (1773–1857) do Pekingu.

## Pocty
Britský botanik Robert Brown po něm pojmenoval rostlinný rod Abelia z čeledi Linnaeaceae.